# Final Cut Pro X
Final Cut Pro X (pronunciat com a Final Cut Pro deu) és una aplicació d'edició de vídeo per a macOS d'Apple. Va sortir a la venda el 21 de juny de 2011. Final Cut Pro X és el polèmic successor de Final Cut Pro, ja que tots dos editors són incompatibles i tenen enfocaments d'edició bastant diferents.

## Història
Apple va anunciar a l'abril de 2011 una posada a punt important al programari d'edició Final Cut Studio, i immediatament després va fer l'anunci que Final Cut Pro X estaria disponible a través del Mac App Store, amb noves característiques fetes per aprofitar al màxim el seu rendiment al costat d'una línia de temps d'edició nova, anomenada magic timeline, molt semblant a la que existeix en iMovie. Aquesta nova línia de temps pot facilitar la velocitat d'edició, com va esmentar Larry Jordan, editor de vídeo especialitzat en capacitació en Final Cut Pro X, en un article del lloc web Ars Technica. A final de 2013 Apple va posar a la disposició dels usuaris una nova versió gratuïta, Final Cut Pro X 10.1, que només funciona amb OS X Mavericks.

### Principals novetats de la versió 10.0.1
- Contingut 4K, inclosos títols, transicions i generadors.
- Opció per importar contingut en ubicacions situades dins o fora d'una biblioteca.
- Còpies de seguretat automàtiques en una ubicació de xarxa o una unitat especificada per l'usuari.
- Possibilitat d'afegir velocitats de reprogramat precises especificant el valor numèric en la línia de temps.
- Grandàries personalitzades per als fotogrames del projecte.
- Rendiment millorat en projectes grans.
- Compatibilitat nativa amb arxius .MTS i .MT2S de càmeres AVCHD.
- Opció d'animació lineal amb efecte Ken Burns.
- Importació de fotos de dispositius iOS.

## Característiques
Final Cut Pro X comparteix part de la seva filosofia de disseny de codi i interfície amb el programari d'edició de vídeos d'Apple, iMovie.

### Interfície
- Cercador d'esdeveniments: és on es troben els arxius originals i on es classifiquen i busquen per diverses formes de metadades. Els rangs de paraules clau, els rangs d'arxius favorits i rebutjats, i les col·leccions intel·ligents permeten una classificació més ràpida d'una gran quantitat de clips.
- Línia del temps magnètica: és una alternativa a les línies de temps basades en pistes que es troben als NLE tradicionals, la línia de temps magnètica de Final Cut utilitza les connexions de clips per mantenir aquests connectats i les línies d'història secundàries sincronitzades amb els clips situats en la història principal. De forma predeterminada, els clips es mouen l'un a l'altre «magnèticament», emplenant els buits i evitant les col·lisions de clips al eliminar-los de forma vertical. Les connexions magnètiques també són definibles per l'usuari.
- Rols: Per separar i organitzar diferents tipus d'àudio en la línia de temps magnètica, els editors poden designar el "rol" que exerceix cada clip. Introduït en la versió 10.0.1, els rols es poden assignar als clips com una forma alternativa de crear una funcionalitat organitzativa. Un rol (o Sub-rol) s'assigna als clips per identificar què són (per exemple: vídeo, títols, diàleg, efectes, música). En compartir un arxiu mestre del projecte, els diferents rols es poden dividir com a tiges o en una multipista per a un lliurament de difusió o altres necessitats de distribució.
- Autoanàlisi de contingut: és l'opció que permet analitzar els mitjans per al tipus de tret i el reconeixement facial, o per solucionar problemes potencials com la sonoritat de l'àudio, el bruzit de l'àudio, l'agrupació de canals, el soroll de fons, el balanç de color, l'eliminació de l'extracció i l'estabilització. Aquest procés genera metadades que es poden organitzar automàticament com a paraules clau i es poden agrupar en col·leccions intel·ligents.
- Clips sincronitzats: Els clips de video i àudio gravats en dispositius separats es poden sincronitzar automàticament per codi de temps, formes d'ona d'àudio i marcadors junts com un sol clip.
- Clips compostos: Les seqüències niuades del Final Cut Pro original s'han reemplaçat per clips compostos. Una selecció de clips de video i àudio es pot niar en un sol clip compost. Aquest clip compost pot obrir-se en la seva pròpia línia de temps o dividir-se per a la seva posterior edició. També pot reutilitzar-se en diferents projectes.
- Subtítols tancats: Introduïts en la versió 10.4.1, els subtítols poden crear-se directament en la línia de temps o importar-se a la línia de temps des d'un arxiu extern.
- Edició multicámara: L'edició multicámara més avançada del sector permet sincronitzar automàticament fins a 64 angles de vídeo amb diferents formats, grandàries i freqüències de fotogrames. Es poden veure fins a 16 angles alhora en el Visor d'Angles i obrir la línia de temps de l'Editor d'Angle per moure, sincronitzar i escurçar clips, afegir-los efectes o aplicar-los gradacions de color selectives.
- Audicions: Els clips es poden agrupar en el navegador d'esdeveniments o en la línia de temps com a audicions. Una vegada en la línia de temps, una Audició permet a l'usuari triar entre diferents clips en la seva edició mentre que la línia de temps s'ondula automàticament per obtenir una vista prèvia de dues o més versions diferents d'un tall.
- Títols en 3D: Introduït en la versió 10.2.0, el text es pot extruir, texturizar, il·luminar i ombrejar amb materials i entorns en 3D. Això permet als usuaris crear títols com els que es troben en les pel·lícules d'èxit de Hollywood directament en l'aplicació.[6]
- Edició de vídeo de 360°: Introduït en la versió 10.4. Permet importar i editar vídeos equirectangulars en 360° en una àmplia gamma de formats i grandàries de quadres.
- Gradació de color avançada
- Alt rang dinàmic

### Característiques tècniques
Encara que hagi heretat el nom del seu predecessor, Final Cut Pro, Final Cut Pro X és una aplicació completament reescrita. Sent una aplicació nativa de 64 bits, aprofita més de 4GB de RAM. Utilitza tots els nuclis del CPU amb Gran Central Dispatch. La compatibilitat amb Open CL permet el processament accelerat de la GPU per millorar el rendiment de la reproducció, el processament i la transcodificación. Independent de la resolució, admet grandàries d'imatge des d'SD fins a més de 4K. Final Cut Pro X admet la reproducció de molts formats d'àudio i càmera natius. També pot transcodificar clips de video al códec ProRes d'Apple per millorar el rendiment. Moltes tasques es realitzen en segon pla, com el guardat automàtic, la renderización, la transcodificación i l'administració de mitjans, la qual cosa permet a l'usuari una experiència ininterrompuda. Final Cut Pro X va ser desenvolupat per macOS i no és compatible amb la plataforma Windows. Apple ofereix Capacitació i Certificació per a Final Cut Pro X.

### Integració del procés de treball

#### Motion 5
Els títols, gràfics en moviment i efectes generats en Motion 5 es poden publicar en Final Cut Pro X. Dins de Final Cut Pro X, els editors poden modificar els paràmetres i el contingut dels efectes, sempre que el permís per a aquestes modificacions estigui activat en l'arxiu de projecte de Motion 5.

#### Adobe Photoshop
En Final Cut Pro X versió 10.0.3 i posterior, l'editor pot importar projectes de Photoshop a la història de manera similar a una imatge fixa. Un projecte de Photoshop amb capes es tracta de manera similar a un clip compost i les capes es conserven després de ser importades a Final Cut Pro X. Les capes individuals del projecte de Photoshop es poden activar o desactivar dins de Final Cut Pro X fent doble clic en el projecte importat i anant al panell d'edició de clips compostos. S'han de realitzar altres ajustos en el projecte importat de Photoshop usant el programa d'Adobe Photoshop amb les actualitzacions en temps real de Final Cut Pro X.

## Crítica
Alguns usuaris professionals de versions anteriors de Final Cut Pro van criticar negativament l'última versió poc després del seu llançament, donant-li qualificacions i ressenyes negatives en el Mac App Store. Entre les característiques que falten, es van esmentar: La falta de programari complementari com a Color, Cinema Tools, DVD Studio Pro, Soundtrack Pro, deixant-nos a la deriva només amb Motion i Compressor, aquests últims amb una burla de funcionalitat que en lloc de recolzar l'acompliment entorpeix tot per la mala gestió de recursos i connexions del i cap a l'arxiu original que s'està treballant. A més no compta amb efectes d'àudio i video, de fet, només alguns es poden aconseguir amb desenvolupadors tercers i arriscant-se al fet que no tinguin una completa funcionalitat. A més a més de la incapacitat d'importar projectes realitzats en versions anteriors del programa, la inhabilitat de tenir més d'una seqüència d'edició en un projecte, la desaparició de l'eina d'edició multicámara i la inhabilitat d'utilitzar maquinari de tercers per a l'entrada (input) i sortida (output), totes aquestes presents en versions anteriors de Final Cut Pro. Malgrat tenir una política de devolucions molt estricta, a mitjans del 2011, Apple va anunciar que retornaria els diners a les persones decebudes amb Final Cut Pro X després de nombroses queixes i crítiques sobre el programari.

## Paraules Clau
Final Cut Pro X és un editor de vídeo que compta amb moltes possibilitats per realitzar projectes. Per a això disposa de diferents tipus d'eines per aconseguir aquestes edicions. Diferenciem llavors entre l'espai de treball i les eines que trobem en ell:

### Espai de treball
- Biblioteques: Normalment situat en la part superior a l'esquerra conté tots els arxius que hem pujat al programa per posteriorment editar. La biblioteca està dividida per esdeveniments que nosaltres anem creant en funció del tipus de vídeo o del projecte d'edició que voldrem realitzar.
- Timeline: En la meitat inferior de la pantalla el Timeline es visualitza de forma horitzontal. És l'espai de treball més utilitzat, ja que és allà on es realitzen totes les edicions del projecte que després exportarem.
- Visualització: Com el seu nom indica, col·locat en la part superior dreta trobem la interfície que permet veure en tot moment els canvis que realitzem en el nostre projecte o visualitzar algun vídeos que hàgim importat a la biblioteca.
- Inspector: el més rellevant. No es troba visualment a l'espai de treball si no l'actives. L'inspector disposa de tot tipus de paràmetres i s'adapta a la tasca que estiguem realitzant al moment. Per veure les metadades, modificar el color, coordinar una transició, millorar l'àudio...

### Eines
- Correcció de color: per a la millora o toc estilístic de la gamma cromàtica. Icona representada per una vareta màgica de color blanc amb diferents colors en un extrem.
- Programat de clip: botó especialitzat per a cada clip, pot crear càmera ràpida, lenta, crear fotogrames congelats,etc. Icona reprensentada per un micròfon amb una fletxa al seu voltant.
- Efectes: plantilles d'efectes especials que es poden aplicar als vídeos de forma senzilla. Formats que ja venen inclosos amb el programa. Icona representada amb una cinta de vídeo sota un quadrat transparent amb les vores blanques.
- Fotografies: opció d'incloure imatges en el projecte, enllaça dos programes de Mac US, el Final Cut Pro X i el programa Fotos del que disposen aquests softwares. Icona representada per la imatge d'una petita càmera.
- Música: icona representada per una figura musical permet afegir música al projecte editat.
- Transicions: el programa també disposa d'un paquet de transicions, peces ja creades que permeten canviar de clip de forma més estètica i artística. Icona representada per un rectangle dividit en triangles, dos de color blanc i altres dos transparents.
- Text: divideix entre diferents tipus de títols, 3D i 2D per exemple. Final Cut Pro X té diferents tipus de text, alguns amb animació inclosa, amb els quals pots treballar de forma senzilla i incloure als teus vídeos perquè quedin de forma vistosa. Icona representada per una T majúscula amb la tipografia Times New Roman.

## Pel·lícules i programes de televisió editats amb Final Cut Pro X

### Pel·lícules
- Young Detective Dee: Rise of the Sea Dragon (2013)[15]
- Loreak (2014)[16]
- Focus (2015)[17]
- Well Wishes (2015)[18]
- What Happened, Miss Simone? (2015)[19]
- L'Illa del Vent (2015)
- 600 Milers (2015)
- Saved by Grace (2016)[20]
- Whiskey Tango Foxtrot (2016)[21]
- Saturday's Warrior (2016)[22]
- Voice from the Stone (2016)[23]
- L'Home de les Mil Cares (2016)
- Bokeh (2016)[24]
- Geostorm (2017)
- The Unknown Soldier (2017)[25]

### Televisió
- Leverage (2012)
- Trailer Park Boys (2012)[26]
- George to the Rescue (2013)[27]
- Drag Queens of London (2014)
- O.J. Speaks: The Hidden Tapes (2015)[28]
- Challenger Disaster: Lost Tapes (2016)[28]
- Sex on the Edge (2016)
- La Pesta (2018)
- Paramedics: Emergency Response (2015)[29]

## Actualitzacions
| Versió | Data de llançament    | Canvis significatius que s'han produït |
| ------ | --------------------- | --- |
| 10.0.0 | 21 de Juny, 2011.     | - L'aplicació surt a la venda. - Suport de 64Bit. - Una base de dades avançada de cerca que es denomina Biblioteca. Utilitza intervals de paraules clau i col·leccions intel·ligents per a la classificació de clips. - Disponibilitat d'una nova eina en el Timeline, la Magnètica. - L'inspector del programa conté un gran processador capaç de visualitzar de forma ràpida les metadades dels clips de vídeo. - Possibilitat de canviar la gamma cromàtica dels clips a través del nou inspector de color. - ColorSync amb la AV Fundation van ser els qui van dur a terme el procés. |
| 10.0.1 | 9 de Setembre, 2011.  | - Possibilitat d'importar i exportar els arxius XML. |
| 10.0.2 | 16 de Novembre, 2011. | - Correcció d'errors un vegada acabat el vídeo d'editar. |
| 10.0.3 | 31 de Gener, 2012.    | - Nova forma de tractar els vídeos multicámara, possibilitat de treballar de forma més còmoda amb ells. - XML 1.1. - Comencen a ser compatibles alguns formats de tipus Photoshop per a superposar clips uns damunt els altres. |
| 10.1.2 | 27 de Juny, 2014.     | - Exportació de vídeos en 4K per Vimeo. - Es crea una llibreria per als arxius XML. - Apareixen les dreceres de teclat per a una edició més ràpida. |
| 10.2.0 | 13 d'Abril, 2015.     | - Títols 3D. - Títols, transicions i efectes de vídeo poden ser aplicats a qualsevol tipus de vídeo. - XML 1.5 - Apareix la possibilitat de veure 4 vídeos al mateix temps. |
| 10.3.3 | 13 d'Abril, 2017.     | - A l'hora d'exportar-ho en format DVD gran millora en la qualitat d'imatge exportada. - Gran millora en el sector cromàtic, molta més varietat i possibilitat de tocar el color inicial. - Possibilitat de tenir l'inspector en una finestra diferent. Així es visualitzen molt millor les dades i paràmetres. |

## Dreceres de teclat
En Final Cut Pro X hi ha més de 200 dreceres de teclat, però hi ha alguns imprescindibles. Són aquests:
- Comandament - B = Tallar
- D = Sobreescriure clip
- Control - T = Afegir títol bàsic
- Comandament - T = Afegir transició
- Control - S: Expandir àudio i video
- V = Activar/ Desactivar Clip
- Comandament - Shift - V = Enganxar Efectes
- Comandament-Shift-I = Importar
- Comandament - N = Nou Projecte
- Alt - N = Nou Esdeveniment
- Comandament - Shift - F = Pantalla completa